# مکس ملبورن
مکس ملبورن (انگلیسی: Max Melbourne؛ زادهٔ ۲۴ اکتبر ۱۹۹۸) بازیکن فوتبال اهل بریتانیا است.
از باشگاه‌هایی که در آن بازی کرده‌است می‌توان به باشگاه فوتبال پاتریک تیسل و باشگاه فوتبال لینکولن سیتی اشاره کرد.